# Centaurea montana
Centaurea montana es una especie de la familia de las asteráceas.

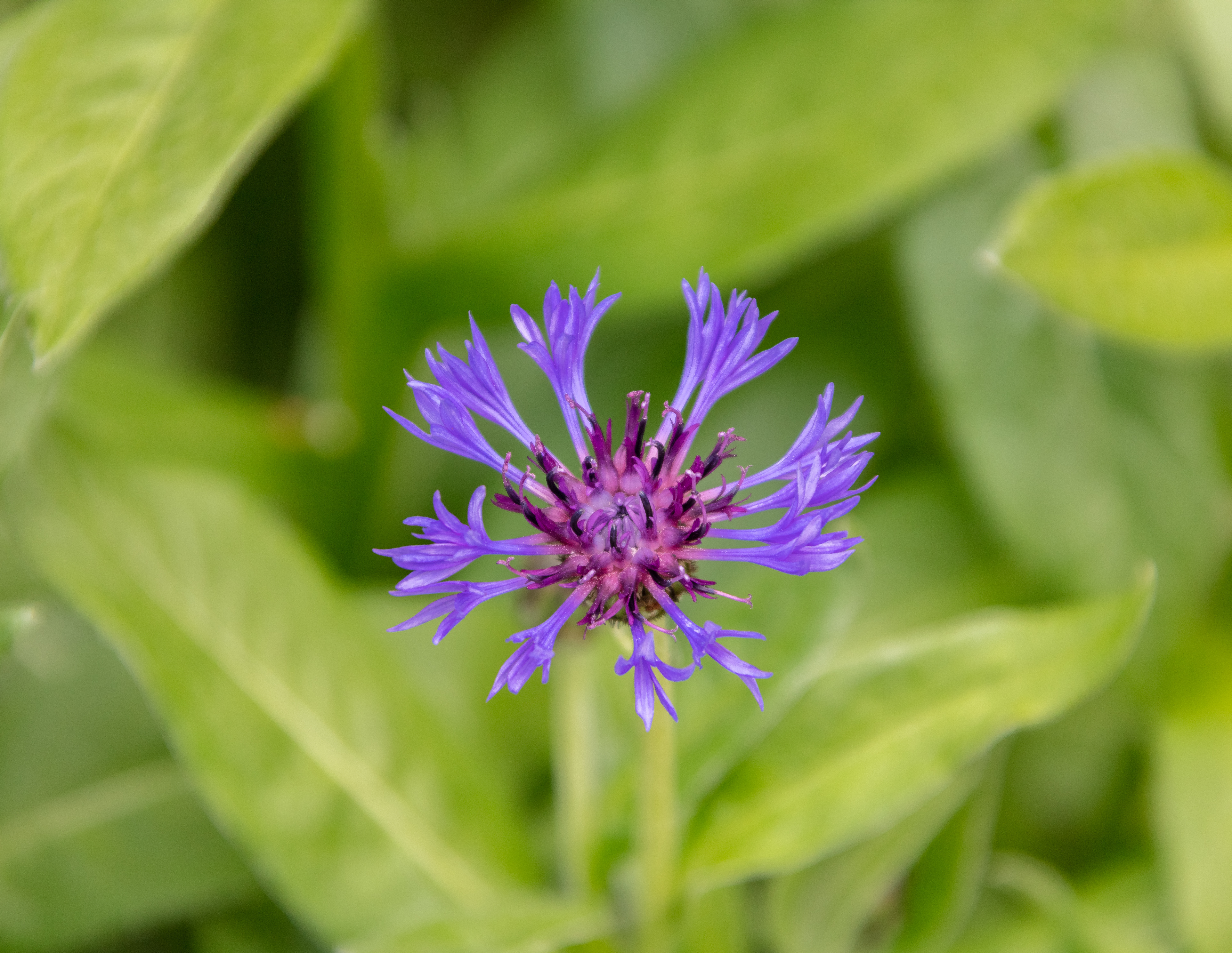
Centaurea montana.

## Descripción

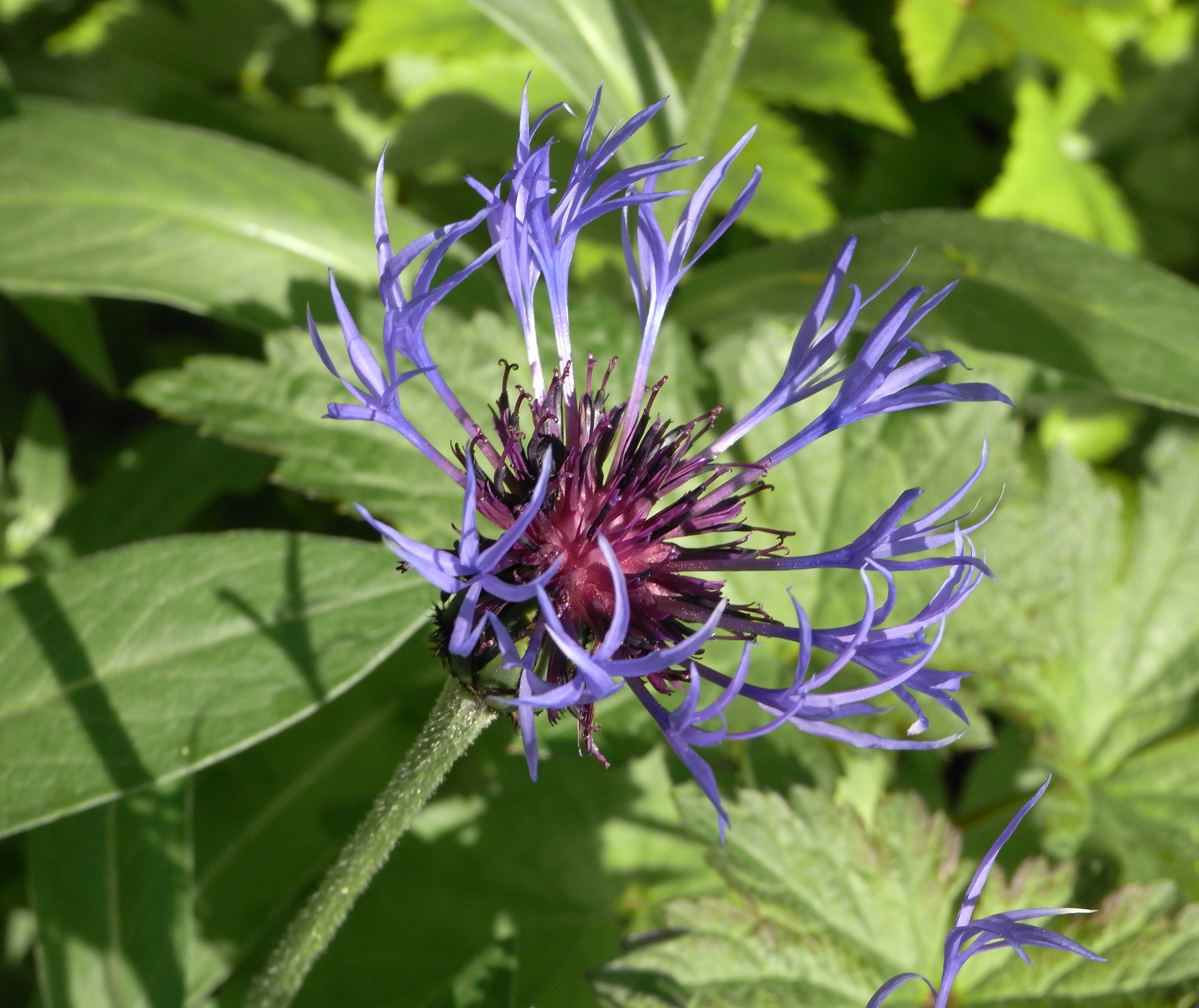
Centaurea montana

Crece hasta los 30-70 cm de altura y se pueden distinguir de otras especies de Centaurea en la región por sus hojas y flores de color azul púrpura de los rayos floridos, también Puede ser distinguirse de la Centaurea cyanus por tener una sola (rara vez hasta tres) cabezas de flores, y por ser perenne, mientras que C. cyanus tiene muchas cabezas de flores y es anual. Florece principalmente de mayo a agosto.
Las hojas son grandes, largas y sésiles. Las flores son de color azul vivo y el centro de los capítulos rojo púrpura.

## Hábitat
Es una planta natural de las zonas montañosas de Europa y África del Norte. Es generalizada y común en el sur de las cadenas montañosas de Europa, pero es rara en el norte. Se escapa fácilmente de los jardines, y se ha  establecido en las islas británicas, Escandinavia y América del Norte.
C. montana crece en prados y bosques abiertos en la parte superior de montaña y sub-zonas alpinas.

## Propiedades
- Los colorantes de las flores son cianidinas sensibles a la luz.
- Las cenizas de la planta son ricas en potasio.
- En compresas se utiliza para calmar dolores oculares.
- La flor seca se usa en numerosas mezclas de tés.

## Taxonomía
Centaurea montana fue descrita por Carolus Linnaeus y publicado en Species Plantarum 2: 911. 1753.
Etimología
Centaurea: nombre genérico que procede del griego kentauros, hombres-caballos que conocían las propiedades de las plantas medicinales.
montana: epíteto que deriva del latín mons,montis, que significa montaña, aludiendo al hábitat de la planta.
Sinonimia
- Centaurea montana var. alba Hort.[2][3]